# Jean-Baptiste Mathey
Pour les articles homonymes, voir Mathey.

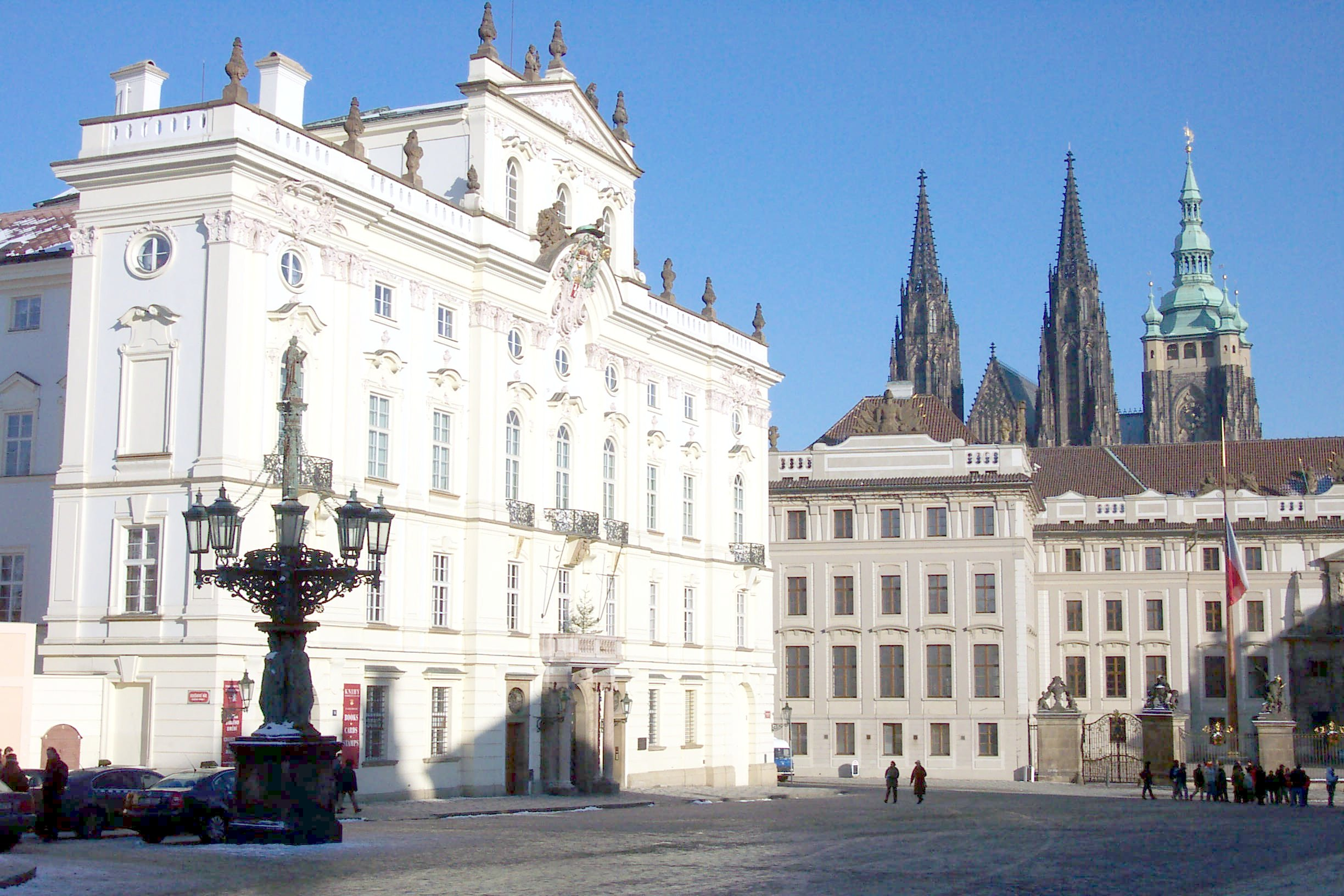
Palais archiépiscopal de Prague

Jean-Baptiste Mathey (né en 1630 à Dijon et décédé le 16 décembre 1695 à Paris) est un architecte et un peintre français. Il fut actif essentiellement à l'étranger, en particulier en Bohême.

## Biographie
Jean-Baptiste Mathey voyagea avec son père en Italie, où il commença son apprentissage en tant que peintre mais devint célèbre, par la suite, comme architecte. Il commence sa carrière en Italie, sans doute à Rome, où il aurait été en relation avec Nicolas Poussin. De là il vient à Prague, en 1675, à la demande du comte-archevêque Jan Bedřich z Valdštejna (cs) (Johann Benedikt von Waldstein, un descendant de Wallenstein).
C'est à Prague et en Bohême que, jusqu'en 1695, il réalise l'essentiel de sa carrière comme architecte des institutions ecclésiastiques (archevêché de Prague, monastères, etc.), de la noblesse (nombreux palais) et de la couronne (communs du Château de Prague) de Bohême. Le baroque en Bohême lui doit l'introduction du baroque romain, celle du plan des châteaux à deux corps de bâtiment articulés autour d'une salle centrale surélevée et en avancée. L'architecture religieuse lui doit le modèle de l'église à croix grecque, surmontée d'une coupole centrale ovale.
Après sa mort, son œuvre est continuée par Jan Blažej Santini-Aichel, dont le père avait travaillé pour Mathey.

## Œuvres

### À Prague

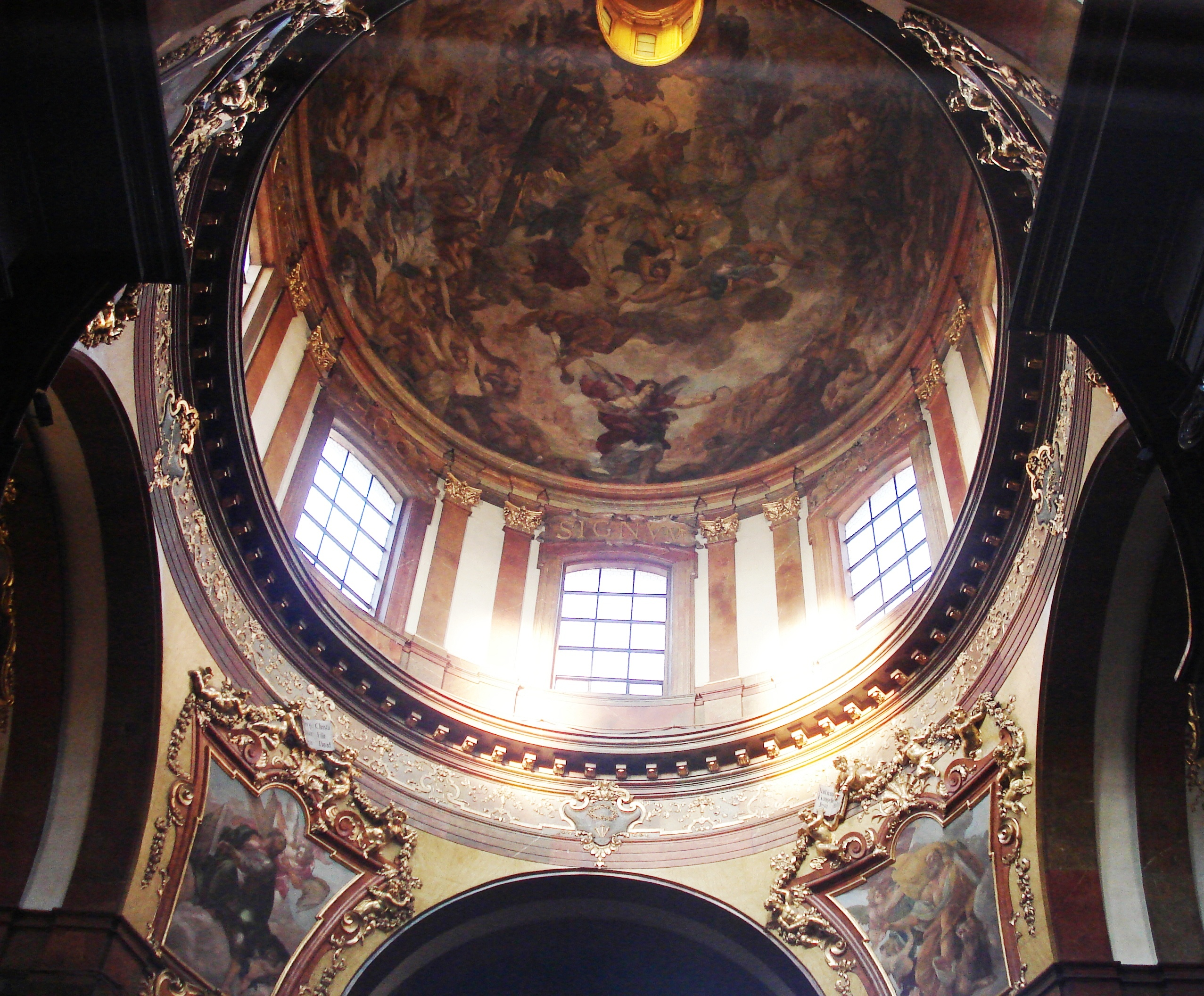
Coupole de Saint-François-Séraphin ornée d'une fresque du Jugement dernier par V.V. Reiner.

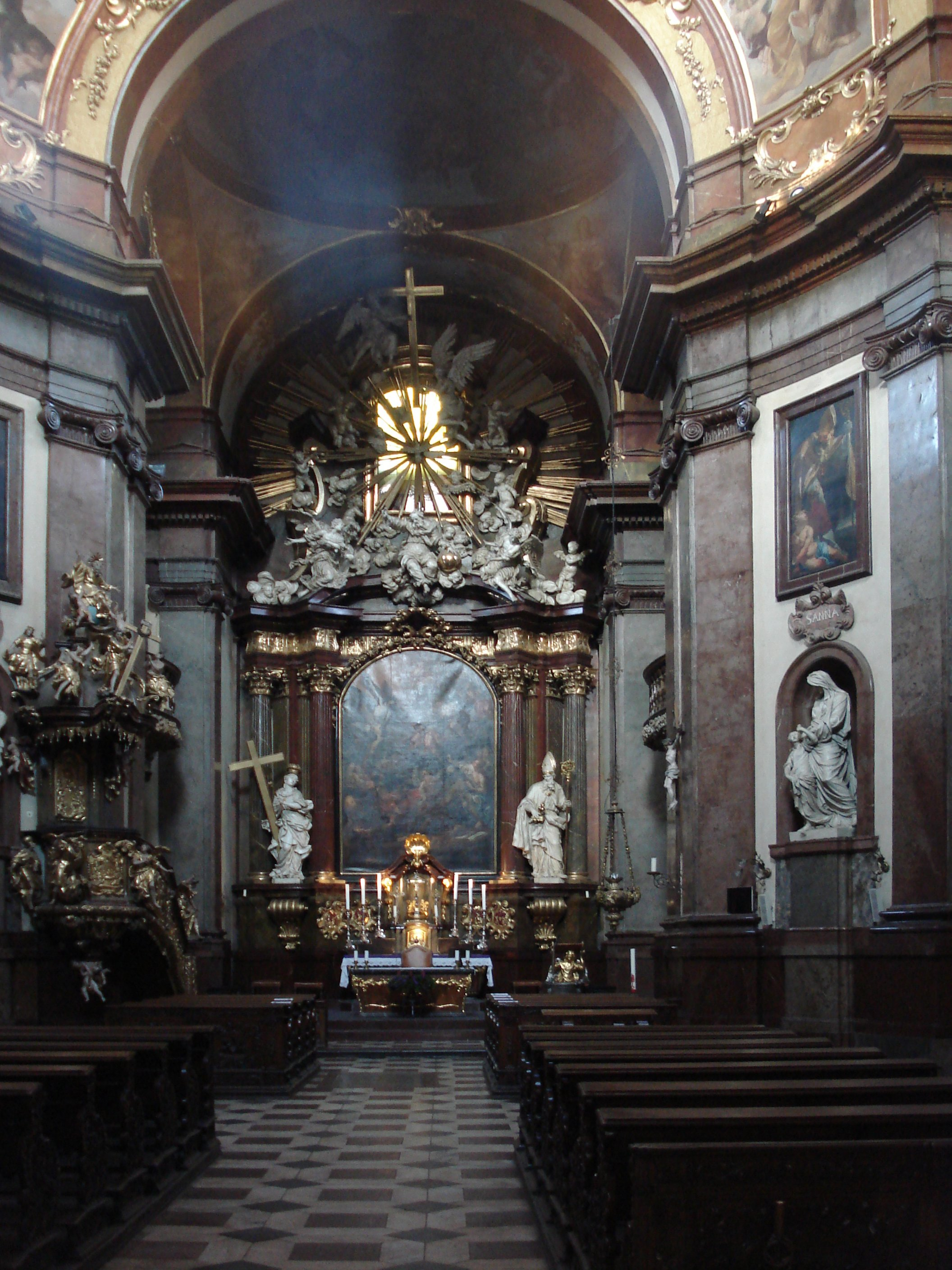
Maître-autel de Saint-François-Séraphin.

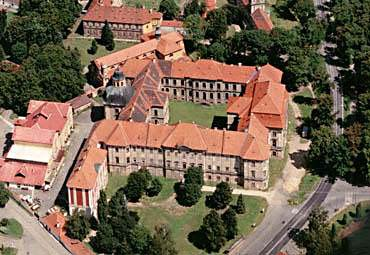
Vue aérienne du complexe monastique de Plasy

- Palais archiépiscopal de Prague (1675-94)
- Écuries du château de Prague
- Château de Troja, Prague (1679-85) pour le comte Šternberk
- Église Saint-François d'Assise, Staré Město, Prague (1679-1685)
- Réfectoire de l'abbaye de Strahov (1680-98)
- Palais Buquoy (v. 1682) (siège de l'ambassade de France depuis 1919)
- Palais Thun-Hohenstein/Toscane (1689-91)
- Palais Straka (1690-1700)
- Un des deux bâtiments du palais Sweerts-Sporck (1694-1699)
- Église Notre-Dame-du-Perpétuel-Secours (1691-1717) avec Santini-Aichl

### en Bohême
- Château de Duchcov
- Grand escalier du château rouge (cs) de Jirkov
- L'abbaye de Plasy
  - Extension de la chapelle royale (1685-1686)
  - Reconstruction de la chapelle Saint-Venceslas du cimetière (finie en 1690)
  - prélature (achevée en 1698)
- Église Saint-Michel-Archange de Litvínov (1685-1694)
- Église de l'Ascension de la Vierge de Horní Jiřetín (1694-1700)
- Église de Notre-Dame-des-Douleurs de Mariánské Radčice
- Église de Notre-Dame, St-Georges et St-Martin de Martínkovice (1692-1698)
- Chapelle Ste-Catherine de Nynice (cs) (1699-1701)
- Extension et reconstruction de l'église Ste-Barbe de Manětín